# Sjöbo (comune)
Sjöbo è un comune svedese di 18 094 abitanti, situato nella contea di Scania. Il suo capoluogo è la cittadina omonima.

## Località
Nel territorio comunale sono comprese le seguenti aree urbane (tätort):
| # | Località                            | Popolazione |
| - | ----------------------------------- | ----------- |
| 1 | Sjöbo                               | 6.364       |
| 2 | Blentarp                            | 1.144       |
| 3 | Vollsjö                             | 788         |
| 4 | Lövestad                            | 608         |
| 4 | Sjöbo sommarby och Svansjö sommarby | 608         |
| 6 | Karups sommarby                     | 316         |
| 7 | Bjärsjölagård                       | 311         |
| 8 | Sövde                               | 301         |
| 9 | Äsperöd                             | 226         |